# العلاقات المجرية اليونانية
العلاقات المجرية اليونانية هي العلاقات الثنائية التي تجمع بين المجر واليونان.

## مقارنة بين البلدين
هذه مقارنة عامة ومرجعية للدولتين:
| وجه المقارنة                                              | المجر                                                       | اليونان                                                                             |
| --------------------------------------------------------- | ----------------------------------------------------------- | ----------------------------------------------------------------------------------- |
| المساحة (كم2)                                             | 93.04 ألف                                                   | 131.96 ألف                                                                          |
| عدد السكان (نسمة)                                         | 9.78 مليون                                                  | 10.76 مليون                                                                         |
| الكثافة السكانية (ن./كم²)                                 | 105.12                                                      | 81.54                                                                               |
| العاصمة                                                   | بودابست                                                     | أثينا، نافبليو                                                                      |
| اللغة الرسمية                                             | لغة مجرية                                                   | لغة يونانية، اليونانية الديموطيقية ‏                                                 |
| العملة                                                    | فورنت مجري                                                  | يورو، دراخما، فينيكس يوناني ‏                                                        |
| الناتج المحلي الإجمالي (بليون دولار)                      | 139.14 مليار                                                | 200.29 مليار                                                                        |
| الناتج المحلي الإجمالي (تعادل القوة الشرائية) بليون دولار | 260.42 مليار                                                | 285.45 مليار                                                                        |
| الناتج المحلي الإجمالي الاسمي للفرد دولار أمريكي          | 12.36 ألف                                                   | 18.00 ألف                                                                           |
| الناتج المحلي الإجمالي للفرد دولار أمريكي                 | 25.07 ألف                                                   | 26.85 ألف                                                                           |
| مؤشر التنمية البشرية                                      | 0.828                                                       | 0.865                                                                               |
| رمز المكالمات الدولي                                      | +36                                                         | +30                                                                                 |
| رمز الإنترنت                                              | .hu                                                         | .gr                                                                                 |
| المنطقة الزمنية                                           | ت ع م+01:00، ت ع م+02:00، أوروبا/بودابست ‏، توقيت وسط أوروبا | توقيت شرق أوروبا، ت ع م+02:00، ت ع م+03:00، توقيت شرق أوروبا الصيفي ‏، أوروبا/أثينا ‏ |

## مدن متوأمة
في ما يلي قائمة باتفاقيات التوأمة بين مدن مجرية ويونانية:
- ترتبط شاتوراياويهي [الإنجليزية]‏ مع سيندوس باتفاقية توأمة.
- ترتبط بوداورس مع بيرغوس باتفاقية توأمة.
- ترتبط دبرتسن مع باتراس باتفاقية توأمة منذ 1970.[16][17][16][17]
- ترتبط كوسيغ مع بروزة باتفاقية توأمة منذ 1995.

## منظمات دولية مشتركة
يشترك البلدان في عضوية مجموعة من المنظمات الدولية، منها:
| علم المنظمة | اسم المنظمة                               | تاريخ انضمام المجر | تاريخ انضمام اليونان |
| ----------- | ----------------------------------------- | ------------------ | -------------------- |
|             | الاتحاد الأوروبي                          | 1 مايو 2004        | 1981                 |
|             | وكالة ضمان الاستثمار متعدد الأطراف        | 21 أبريل 1988      | 30 أغسطس 1993        |
|             | منظمة التعاون الاقتصادي والتنمية          | 7 مايو 1996        | 30 سبتمبر 1961       |
|             | الأمم المتحدة                             | 14 ديسمبر 1955     | 25 أكتوبر 1945       |
|             | الوكالة الدولية للطاقة                    | ?                  | ?                    |
|             | الفريق المعني برصد الأرض                  | ?                  | ?                    |
|             | منظمة حظر الأسلحة الكيميائية              | ?                  | ?                    |
|             | منظمة التجارة العالمية                    | 1995               | 1995                 |
|             | منظمة الشرطة الجنائية الدولية             | ?                  | ?                    |
|             | منظمة الأمن والتعاون في أوروبا            | 25 يونيو 1973      | 25 يونيو 1973        |
|             | مؤسسة التنمية الدولية                     | 29 أبريل 1985      | 9 يناير 1962         |
|             | حلف شمال الأطلسي                          | 12 مارس 1999       | 18 فبراير 1952       |
|             | نظام تحكم تكنولوجيا القذائف               | 1993               | 1992                 |
|             | يونسكو                                    | 14 سبتمبر 1948     | 4 نوفمبر 1946        |
|             | مجلس أوروبا                               | 6 نوفمبر 1990      | 9 أغسطس 1949         |
|             | الاتحاد البريدي العالمي                   | ?                  | ?                    |
|             | البنك الدولي للإنشاء والتعمير             | 7 يوليو 1982       | 27 ديسمبر 1945       |
|             | اتفاقية السماوات المفتوحة                 | ?                  | ?                    |
|             | الاتحاد الدولي للاتصالات                  | 1866               | 1866                 |
|             | مؤسسة التمويل الدولية                     | 29 أبريل 1985      | 26 سبتمبر 1957       |
|             | المنظمة الأوروبية لسلامة الملاحة الجوية   | 1992               | 1988                 |
|             | المركز الدولي لتسوية المنازعات الاستشارية | 6 مارس 1987        | 21 مايو 1969         |
|             | مجموعة أستراليا                           | 1993               | 1985                 |
|             | مجموعة الموردين النوويين                  | ?                  | ?                    |

## أعلام
هذه قائمة لبعض الشخصيات التي تربطها علاقات بالبلدين:
- جادويغا ملكة بولندا (18 فبراير 1374[28] – 17 يوليو 1399)
- ستيفن الخامس ملك المجر (18 أكتوبر 1239 – 6 أغسطس 1272)
- كينغا من بولندا (5 مارس 1224[29] – 24 يوليو 1292[30][29])
- مارغريت من المجر (متدينة مجرية، 27 يناير 1242 – 18 يناير 1271)
- ماريا من هنغاريا (1257 – 25 مارس 1323)
- يولاندا من بولندا (1235 – 11 يونيو 1298)

## وصلات خارجية
- موقع وزارة الخارجية المجرية
- موقع وزارة الخارجية اليونانية